# Фуру-уцубо

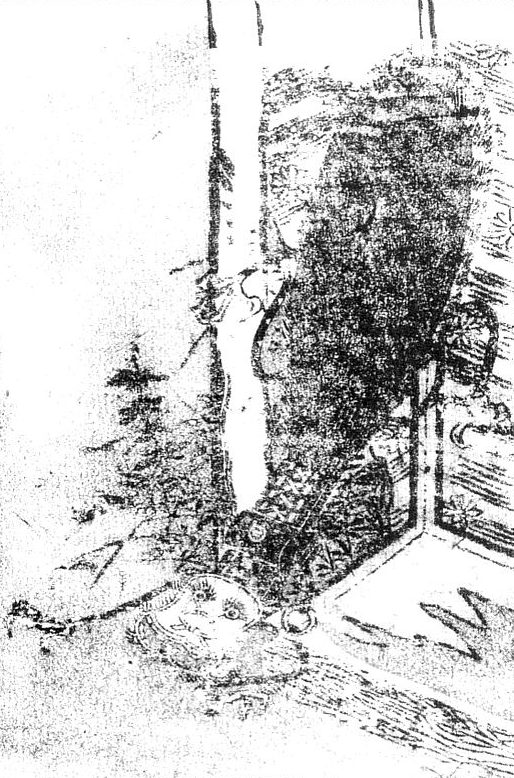

Фуру-уцубо (яп. 古空穂) — дух-цукумогами из японского фольклора. Якобы способен передвигаться подобно зверю.
Согласно легенде, фуру-уцубо становится старый колчан для стрел, который в течение долгого времени не использовался лучником. Его имя якобы происходит от прозвища колчана воина Ёсиаки Миуры, служившего князю Ёритомо. При жизни он хранил в нём стрелы для отстрела якан (самая распространённая разновидность японских мифических лисиц-оборотней кицунэ). Но впоследствии он забыл о колчане, который, затаив обиду, стал монстром.
Считалось, что превращение старых колчанов в цукумогами происходит ввиду того, что они сделаны из материалов, «отнятых» у живых существ: кожи животных, а также перьев, бамбука и меха, из которых делались украшения для колчанов.